# Provianda di Santa Caterina da Siena
La provianda militare di Santa Caterina da Siena o più semplicemente provianda di Santa Caterina da Siena, originariamente chiamata Verpflegs Gebäude Santa Caterina,  è un complesso militare situato nel centro storico di Verona, progettato dalla k.k. Genie-Direktion Verona austriaca di stanza nella città scaligera e costruito tra il 1852 e il 1856.

## Storia
La costruzione del convento di Santa Caterina da Siena risale alla fine del XV secolo: nel 1493 è infatti documentato l'acquisto di case e terreni a occidente del fiumicello di Montorio, appartenenti ai frati degli Umiliati, per la costruzione del monastero destinato alle monache dell'Ordine di San Domenico. Il monastero fu terminato già nel 1495, di cui faceva parte anche una chiesa probabilmente trecentesca, usata dalle monache sino all'inizio del XVII secolo, quando furono acquistati terreni al di là del fiumicello per la costruzione di una nuova chiesa dedicata a Santa Caterina da Siena, ultimata nel 1604.
Tra il 1805 e il 1810 il convento venne soppresso mediante decreto napoleonico, per cui le proprietà furono demanializzate e chiesa e monastero destinati a caserma. Intorno alla fine degli anni trenta dell'Ottocento è documentata la destinazione del monastero demanializzato a stabilimento della provianda militare, con la presenza di forni per il pane. La sistemazione della provianda rese necessario l'ampliamento verso la corte orientale, per cui gli edifici preesistenti furono incorporati nella nuova ala su via XX Settembre, mentre altri fabbricati furono aggiunti in aderenza al confine orientale. Infine tra il 1852 e il 1856 venne costruito, nel cortile orientale, un grande edificio a blocco destinato al deposito del grano.
In via sperimentale venne applicato in questo nuovo edificio un sistema a celle multiple , ovvero a silos; 24 contenitori ermetici di lamiera metallica, di grande capacità, incorporati nella struttura muraria, garantivano la conservazione del grano, protetto da umidità e calore eccessivi, nonché da muffe e insetti. La medesima tecnologia innovativa, promossa dalla Direzione Generale del Genio, a Vienna, venne poi applicata nei due grandi silos presenti nello stabilimento di Santa Marta, ultimato nel 1865. L'interesse tecnico e storico del silo di Santa Caterina è rilevante, in quanto integralmente conservato in ogni dettaglio costruttivo; i silos di Santa Marta, invece, sono stati completamente trasformati nel Novecento e al loro interno non conservano più alcun elemento originario.
I magazzini delle granaglie furono utilizzati dal Regio Esercito italiano fino alla prima guerra mondiale, mentre gli altri locali furono adibiti a magazzino vestiario. La successiva destinazione, ancora presente, a uffici del Distretto Militare ha richiesto interventi di sistemazione e di ristrutturazione del complesso, in particolare le strutture orizzontali originali sono state sostituite da solai di laterocemento, mentre il chiostro conserva la successione originale di volte a vela e la chiesa di Santa Caterina da Siena rimane inutilizzata.

## Descrizione
In epoca absburgica lo stabilimento della provianda di Santa Caterina si articolava in tre parti: la chiesa, il convento annesso con il chiostro e la corte con il grande silos per il grano.
La chiesa è caratterizzata da pianta rettangolare a unica navata e possiede un sagrato antistante che è chiuso dal muro di recinzione. Essa veniva usata come magazzino, per cui il volume interno è stato ripartito con due solai intermedi a struttura lignea; tuttavia, la facciata della chiesa conserva ancora il portale seicentesco e il rosone, pur se murato. Ai lati del portale sono state aperte una serie di finestre per illuminare l'interno del magazzino.
Unito alla chiesa per mezzo di un corpo di collegamento posto sul corso del fiumicello di Montorio, che scorreva lungo il fianco della chiesa, vi è il monastero. La sua pianta è a forma di trapezio, con edifici che delimitano la corte e chiostro su tre lati. Le sue campate ad arco sono per lo più murate, per gli adattamenti necessari allo stabilimento militare. All'interno del chiostro erano inseriti cinque forni a intermittenza per il pane; gli interni del monastero, trasformati, erano adibiti a magazzini per gli approvvigionamenti alimentari. Nella seconda corte, annessa a oriente del chiostro, erano disposti gli uffici amministrativi, probabilmente il fabbricato del mulino, e l'abitazione del capo della provianda.
Nel prospetto lungo via XX settembre, ricomposto dai progettisti absburgici, si distinguono due parti: quella dell'edificio conventuale e quella dell'ampliamento ottocentesco, lungo la corte orientale. Nel primo risaltano i conci bugnati e le cornici di pietra delle aperture; nel secondo, di minore altezza, risalta il grande portale ad arco e la successione delle aperture richiama il prospetto contiguo.
Sul lato prospettante verso via Cantarane si eleva però l'edificio di maggiore interesse tecnico e storico: il grande silos per il grano. Il magazzino, addossato al muro di recinzione della corte orientale, si presenta come un blocco compatto di muratura laterizia a vista, ritmato dalle lesene, alto circa 14 metri. Il volume interno è suddiviso da 24 celle (silos) rivestite di lamiera verniciata: ogni singolo silo è coperto da una volta a padiglione e si conclude alla base in un imbuto tronco-piramidale. Al centro della testata orientale sporge la torre a base quadrata che contiene la scala elicoidale. Nei prospetti risaltano la zoccolatura lapidea e le aperture arcuate allineate, sia al piano terreno che al piano sottotetto. I prospetti sono coronati da archetti pensili, ispirati al romanico veronese, secondo lo stile Rundbogen.